# (17356) Vityazev
(17356) Vityazev (1978 PG4) – planetoida z grupy pasa głównego asteroid okrążająca Słońce w ciągu 3,34 lat w średniej odległości 2,23 j.a. Odkryta 9 sierpnia 1978 roku.